# Torymus beneficus
Torymus beneficus är en stekelart som beskrevs av Keizo Yasumatsu och Kamijo 1979. Torymus beneficus ingår i släktet Torymus och familjen gallglanssteklar. Inga underarter finns listade i Catalogue of Life.